# الدفاع عن الفضاء

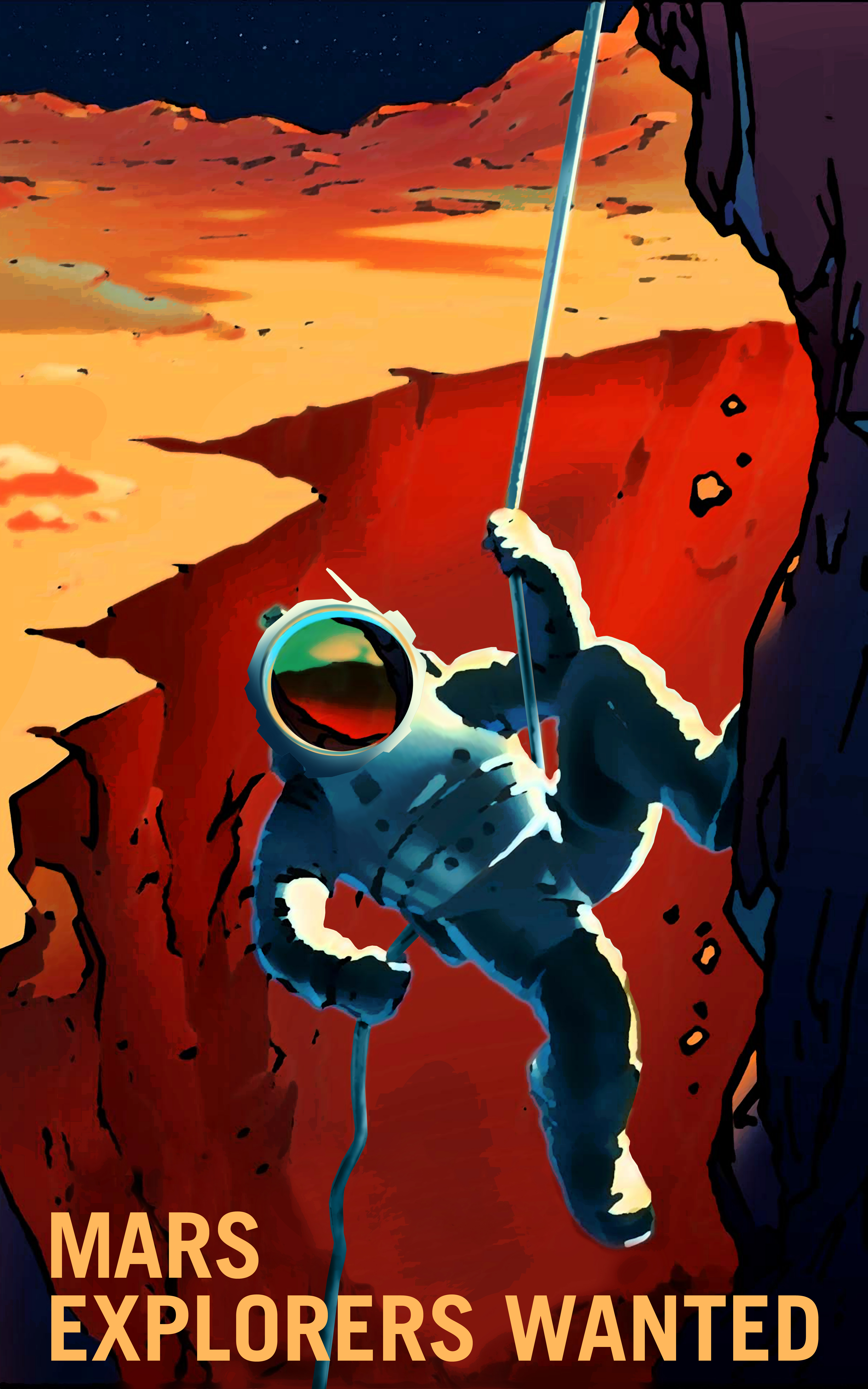
الملصق الفني لناسا حول استكشاف الإنسان للمريخ : "أراد مستكشفو المريخ"

الدفاع عن الفضاء هو دعم أو تأييد النشاط البشري في الفضاء الخارجي. وتتراوح الأغراض التي يتم الدعوة إليها من الطيران المداري، واستكشاف الفضاء، وتسويق الفضاء والاستيطان الفضائي، إلى استعمار الفضاء بشكل كامل.
هناك العديد من الأفراد والمنظمات المختلفة المكرسة لمناصرة الفضاء. وعادة ما ينشطون في تثقيف الجمهور  حول الموضوعات المتعلقة بالفضاء، والضغط على الحكومات   لزيادة التمويل في الأنشطة المتعلقة بالفضاء أو دعم الأنشطة الفضائية الخاصة.
كما يقومون أيضًا بتجنيد الأعضاء وتمويل المشاريع وتوفير المعلومات لأعضائهم والزوار المهتمين. وهي مقسمة إلى ثلاث فئات اعتمادًا على عملهم الأساسي: الممارسة والدعوة والنظرية.

## تاريخ
تم تقديم فكرة أن الرحلات الفضائية ممكنة وضرورية من قبل مجموعات من المفكرين، في المقام الأول أعضاء من المجتمعات العلمية الروسية، الأمريكية، البريطانية، والألمانية ، الذين شكلوا في عشرينيات القرن الماضي أول مجموعات المناصرة.  ابتداءً من ثلاثينيات القرن العشرين، بدأت هذه المجموعات بمشاركة خططها للمستقبل في الفضاء مع حكوماتها والجمهور.
بدأت الكتب والوسائط الأخرى المؤثرة في الظهور والتي تضمنت أعمالًا تحتوي على رسوم توضيحية لشسلي بونستيل (استنادًا إلى تصميمات فيرنر فون براون ) مثل غزو الفضاء (1949) ومقالات في المجلات بما في ذلك سلسلة " الرجل سوف يغزو الفضاء قريبًا! " مقال في مجلة كوليرز بين عامي 1952 و1954. وشملت البرامج التليفزيونية فيلم والت ديزني"رجل في الفضاء" و"الرجل والقمر" عام 1955، و"المريخ وما بعده" عام 1957.

## حركة الفضاء
وفقًا لمارك هوبكنز من جمعية الفضاء الوطنية، فإن كل منظمة فضائية لديها أولوية مختلفة وهدف قصير المدى، لكن جميع المنظمات تشترك في الهدف النهائي المتمثل في بناء المستوطنات الفضائية.  في عام 2004، انضمت معظم منظمات الفضاء الأمريكية غير الربحية الرائدة معًا لتشكيل تحالف استكشاف الفضاء. تم تشكيل التحالف "للدعوة إلى استكشاف وتطوير الفضاء الخارجي" لأعضاء الكونغرس. ينظم التحالف الهجوم التشريعي السنوي للضغط على أعضاء الكونغرس لاستكشاف الفضاء، ويتم تشجيع كل متحمس للفضاء على المشاركة في الهجوم التشريعي عن طريق الاتصال أو إرسال بريد إلكتروني أو الزيارة الشخصية لمكتب عضو الكونغرس. 

## إنهاء استعمار الفضاء
للوصول إلى رحلات فضائية وعلوم فضاء أكثر شمولاً، تم تشكيل بعض المنظمات مثل تحالف JustSpace  والاتحاد الفلكي الدولي المميز لعلم الفلك الشامل.  في السنوات الأخيرة عُقدت فعاليات مثل مؤتمر إنهاء استعمار المريخ في عام 2018. يرى المدافعون عن هذه القضية الحاجة إلى مشاركة شاملة  وديمقراطية وتنفيذ أي استكشاف للفضاء أو البنية التحتية أو السكن.  التشكيك في عملية صنع القرار وأسباب أي سياسة فضائية استعمارية، والعمالة  واستغلال الأراضي من خلال نقد ما بعد الاستعمار. تم انتقاد الدعوة الخاصة  والممولة من الدولة لاستعمار الفضاء، وتحديدًا المبررات والأنظمة السياسية والقانونية  وراء استكشاف الفضاء، مثل شعار "الحدود الجديدة"، لتطبيق الاستعمار الاستيطاني وأيديولوجية القدر الواضح، وإدامة الإمبريالية. وسرد الاستكشاف الاستعماري باعتباره أساسيًا للطبيعة البشرية المفترضة.   
تعد مشاركة الإنسانية وتمثيلها في الفضاء مسألة تتعلق بوصول الإنسان إلى الفضاء ووجوده فيه منذ بداية رحلة الفضاء.  على الرغم من أن بعض حقوق الدول غير المرتادة للفضاء للمشاركة في رحلات الفضاء قد تم تأمينها من خلال قانون الفضاء الدولي، معلنًا أن الفضاء هو "إقليم البشرية جمعاء"، وفهم رحلات الفضاء كمورد لها، فقد تعرض تقاسم الفضاء الخارجي للبشرية جمعاء لانتقادات باعتباره لا يزال إمبرياليًا.  على سبيل المثال، تعتبر الحجج المؤيدة للفضاء كحل للمشاكل العالمية مثل التلوث وروايات البقاء ذات الصلة إمبريالية من قبل جون يون.  يُنظر إلى وجود سياسة مراعية تجاه الفضاء على أنه أمر ضروري للسماح بمجتمع بشري مستدام تمامًا على الأرض أيضًا. 

## قائمة المنظمات

### المشاركة النشطة
المنظمات التي تشارك بشكل مباشر في استكشاف الفضاء، ولها مشاريعها النشطة الخاصة.
| منظمة                    | تأسست                  | الغرض والأهداف | عمل                                                                            | موقع إلكتروني |
| ------------------------ | ---------------------- | --- | ------------------------------------------------------------------------------ | ------------- |
| معهد SETI ‏               | 1984، الولايات المتحدة | للبحث عن حياة ذكية خارج كوكب الأرض | يدير SETI                                                                      |               |
| جمعية الكواكب            | 1980، الولايات المتحدة | لاستكشاف النظام الشمسي، والبحث عن الأجسام القريبة من الأرض ، والبحث عن حياة خارج كوكب الأرض | تم إطلاق كوزموس 1                                                              |               |
| مشروع ارتميس ‏            |                        | كان مشروعًا خاصًا لإنشاء قاعدة دائمة ذاتية الدعم على القمر بحلول عام 2002 |                                                                                |               |
| معهد دراسات الفضاء ‏      | 1977، الولايات المتحدة | (2012:) لتنظيم وتنفيذ مبادرة المشاريع الكبرى، وهي خريطة طريق تحدد التقنيات والقدرات اللازمة للاستيطان الفضائي. تشتمل المشروعات الحالية على " G-Lab ، وهو مختبر فضائي متغير أو الجاذبية الجزئية و E-Lab، وهو مختبر تكامل "أنظمة الأنظمة" الأرضي الذي سيجمع بين تقنيات دعم الحياة في البيئة المغلقة الواعدة في دعم شامل للحياة الحل للتسوية الفضائية." | يدير مؤتمرات تصنيع الفضاء                                                      |               |
| جمعية الكواكب البريطانية | 1933، المملكة المتحدة  | لإلهام الناس حول الفضاء حتى تتمكن البشرية من بناء مستقبل خارج الأرض. وهو مخصص لبدء وتعزيز ونشر المفاهيم الجديدة والمعلومات التقنية حول رحلات الفضاء والملاحة الفضائية. لقد تم إجراء الدراسات الفنية منذ الثلاثينيات. وهي جمعية عضوية دولية وجمعية خيرية مسجلة في المملكة المتحدة.                                                                    | مهمة القمر في ثلاثينيات القرن العشرين، والمسبار البينجمي ديدالوس في السبعينيات |               |

### الضغط
المنظمات التي تركز بشكل أساسي على الضغط على الوكالات الحكومية والشركات لتكثيف جهودها.
| منظمة                                                    | تأسست                       | الغرض والأهداف | موقع إلكتروني |
| -------------------------------------------------------- | --------------------------- | --- | ------------- |
| رابطة القوات الجوية والفضاء ‏                             | 1946، الولايات المتحدة      | يعزز القوات الجوية والفضاء الأمريكية المهيمنة                                                                                               |               |
| الجمعية الأمريكية للملاحة الفضائية ‏                      | 1954، الولايات المتحدة      | مكرسة للنهوض بعلوم الفضاء واستكشافه |               |
| المعهد الوطني للفضاء ‏                                    | 1974-1987، الولايات المتحدة | للمساعدة في الحفاظ على الدعم العام لبرنامج الفضاء الأمريكي (أصبح فيما بعد جمعية الفضاء الوطنية )                                            |               |
| مجتمع L5 ‏                                                | 1975-1987، الولايات المتحدة | للترويج لأفكار مستعمرة الفضاء لجيرارد ك. أونيل (التي أصبحت فيما بعد جمعية الفضاء الوطنية )                                                  |               |
| المجلس الاستشاري للمواطنين المعني بسياسة الفضاء الوطنية ‏ | 1980، الولايات المتحدة      | كانت مجموعة من المواطنين الأمريكيين البارزين المهتمين بسياسة الفضاء الأمريكية                                                               |               |
| طلاب لاستكشاف وتطوير الفضاء ‏                             | 1980، الولايات المتحدة      | لتعزيز استكشاف الفضاء وتطويره من خلال المشاريع التعليمية والهندسية                                                                          |               |
| رابطة قوة الفضاء ‏                                        | 2019، الولايات المتحدة      | تحقيق قوة فضائية وطنية متفوقة من خلال تشكيل قوة فضائية توفر ردعًا موثوقًا في المنافسة، وقدرة مهيمنة في القتال، وخدمات احترافية لجميع الشركاء. |               |
| مؤسسة حدود الفضاء ‏                                       | 1988، الولايات المتحدة      | لتعزيز الاستيطان على نطاق واسع للنظام الشمسي الداخلي، في ظل رأسمالية السوق الحرة القوية                                                     |               |
| جمعية المريخ ‏                                            | 1998، دولية                 | لتشجيع استكشاف المريخ والاستيطان فيه |               |
| جمعية القمر ‏                                             | 2000، دولية                 | لتشجيع الاستكشاف والتنمية الاقتصادية والاستيطان على القمر                                                                                   |               |
| هيئة الفضاء في كاليفورنيا ‏                               | 2001، الولايات المتحدة      | "لتشجيع تطوير أنشطة محددة في كاليفورنيا تتعلق برحلات الفضاء."                                                                               |               |
| تحالف استكشاف الفضاء ‏                                    | 2004، الولايات المتحدة      | تحالف من المنظمات الفضائية الكبرى غير الربحية.                                                                                              |               |
| التحالف من أجل استكشاف الفضاء السحيق ‏                    | الولايات المتحدة            | "شركات صناعة الطيران التي تتعاون لتعزيز قضية استكشاف الفضاء."                                                                               |               |
| Penny4NASA                                               | 2012، الولايات المتحدة      | للدعوة إلى زيادة ميزانية وكالة ناسا إلى 1% من الميزانية الفيدرالية، أو قرش واحد من كل دولار ضريبي                                           |               |
| سبيسباك                                                  | 2014، الولايات المتحدة      | لجنة العمل السياسي ملتزمة بانتخاب المرشحين المؤيدين للفضاء.                                                                                 |               |
| التحالف من أجل تطوير الفضاء ‏                             | 2015، الولايات المتحدة      | تحالف من المنظمات الفضائية الكبرى غير الربحية.                                                                                              |               |

### التثقيف والنشر
المنظمات المعنية بتثقيف الجمهور، لتعزيز فهمهم وحماسهم للفضاء.
| منظمة                             | تأسست                  | الغرض والأهداف | موقع إلكتروني |
| --------------------------------- | ---------------------- | --- | ------------- |
| جمعية الفضاء الكندية              | 1983، كندا             | لرعاية وتعزيز والمشاركة في الأنشطة المصممة لتعزيز المعرفة المتزايدة بالفضاء                                              |               |
| جمعية الفضاء الوطنية              | 1987، الولايات المتحدة | منظمة ذات رؤية "الأشخاص الذين يعيشون ويعملون في مجتمعات مزدهرة خارج الأرض"، من اندماج جمعية L5 والمعهد الوطني للفضاء     |               |
| جامعة الفضاء الدولية              | 1987، فرنسا            | جامعة مخصصة لاكتشاف وبحث وتطوير استكشاف الفضاء الخارجي للأغراض السلمية                                                   |               |
| TMRO                              | 2008، الولايات المتحدة | مذيع متعدد الوسائط على الإنترنت مخصص لجعل "... الكوكب متحمسًا للعيش بين النجوم."                                          |               |
| مؤسسة الفضاء ‏                     | 1983، الولايات المتحدة | لتعزيز المساعي المتعلقة بالفضاء لإلهام البشرية وتمكينها ودفعها.                                                          |               |
| مؤسسة تاو زيرو                    | 2004، الولايات المتحدة | للعمل معًا نحو رحلة عملية بين النجوم واستخدام هذا المسعى لتدريس العلوم والتكنولوجيا ومكانتنا في الكون                     |               |
| مبادرة للدراسات بين النجوم ‏       | 2012، المملكة المتحدة  | إجراء الأنشطة والأبحاث المتعلقة بتحديات تحقيق الطيران الآلي والبشري بين النجوم.                                          |               |
| الفضاء من أجل الإنسانية           | 2018، الولايات المتحدة | منظمة غير ربحية ذات توجه تعليمي تعمل على توسيع الوصول إلى الفضاء، وتدريب قادة الغد، وتنمية الحركة نحو عالم أكثر انسجامًا. |               |
| معهد دراسات الفضاء ‏               | 1977، الولايات المتحدة | "فتح الطاقة والموارد المادية للفضاء لصالح الإنسان خلال حياتنا"                                                           |               |
| طلاب استكشاف وتطوير الفضاء (SEDS) | 1980، الولايات المتحدة | الدعوة إلى الفضاء الطلابي في جميع أنحاء العالم.                                                                          |               |
| مؤسسة محكمة الفضاء                | الولايات المتحدة       | مؤسسة تعليمية غير ربحية بموجب المادة 501 (ج) (3) تعمل على تعزيز ودعم قانون الفضاء وتعليم السياسات وسيادة القانون.        |               |
| مؤسسة العالم الآمن                | الولايات المتحدة       | تعزز الحلول التعاونية لاستدامة الفضاء والاستخدامات السلمية للفضاء الخارجي، لصالح جميع البلدان.                           |               |

### التنظير
المنظمات التي تركز على الدعوة للعمل النظري.
| منظمة                         | تأسست | الغرض والأهداف | موقع إلكتروني |
| ----------------------------- | ----- | --- | ------------- |
| التحالف من أجل إنقاذ الحضارة ‏ |       | مكرسة لإنشاء "نسخة احتياطية" للحضارة الإنسانية خارج الأرض                                                                              |               |
| مؤسسة الكون الحي              |       | لديه خطة مفصلة يتم من خلالها استعمار المجرة بأكملها.                                                                                   |               |
| مؤسسة المريخ                  |       | من خلال مشروعها Mars Homestead، تعمل على وضع خطة موحدة لبناء أول موطن على كوكب المريخ من خلال استغلال المواد المحلية.                  |               |
| بناء المؤسسة                  |       | نظريات حول إمكانية بناء سفينة فضاء مشابهة في المظهر لـ USS Enterprise من Star Trek باستخدام التكنولوجيا الحالية خلال العقدين المقبلين. |               |